# Берово
 Тази статия е за града в Северна Македония.  За селото в Гърция, чието старо име е Берово, вижте Вертискос (дем Лъгадина).  
Берово (на македонска литературна норма: Берово) е град в източната част на Северна Македония. Център на община Берово, която има население от 13 491 души и на историческата област Малешево.

## География
Градът се намира в подножието на Малешевска планина, близо до Беровското езеро, на 160 километра от Скопие, 47 километра – от Струмица и 52 километра – от Кочани. Градът има умерено-континентален климат с определено влияние на планински климат.

## История
В различни археологически обекти в района на Берово са открити останки от желязната епоха, от римско време, от Късната Античност и от Средновековието. Те включват некрополи и няколко селища от различно време. Най-продължителен е бил животът в селището в местността Ковачилница, което, макар и с прекъсвания, е съществувало от желязната епоха до Средновековието.
В края на ХVI век село Берова е в състава на нахия Букерич, лива Кюстендил. През 1591 година част от селото е дадена като тимар на Мехмед, син на Хасан, след смъртта на предишния тимариот, Хасан. В османски данъчни регистри на немюсюлманското население от вилаета Малешева от 1621 – 1622 година е отбелязано село Берова, което заедно с еврейската си махала имало с 55 джизие ханета (домакинства).
През Възраждането Берово е един от центровете на борбата на българите в Източна Македония за културно-национални права. В 1830 година в него е открито килийно училище, в което учителства Петър Клисаров от Щип. През втората половина на XIX век това училище прераства във взаимно българско, а по-късно е открито и класно училище. В него учителстват Димитър Попгеоргиев-Беровски, Димитър Бисеров от Дупница и други възрожденски деятели. Димитър Попгеоргиев е и един от водачите на местната българска църковна община, която ръководи борбата на беровчани с гръцкия владика в Струмица и противодейства на опитите на сръбската пропаганда да наложи свои учебници в местното училище. След неуспешни опити да се присъединят към Кюстендилската епархия на Българската екзархия, в 1874 година беровчани изгонват от своята църква струмишкия владика Йеротей. През пролетта на 1878 година беровчани се включват активно в събирането на подписи за благодарствения адрес до руския император след подписването на Санстефанския мирен договор.
В края на XIX век Берово е малко градче в Малешевска каза на Османската империя. В „Етнография на вилаетите Адрианопол, Монастир и Салоника“, издадена в Константинопол в 1878 година и отразяваща статистиката на населението от 1873 година, Берово е посочено като село в Струмишка каза с 620 домакинства, като жителите му са 2250 българи и 35 мюсюлмани. Според статистиката на Васил Кънчов („Македония. Етнография и статистика“) от 1900 година паланката е населявана от 2300 жители българи християни, 600 българи мохамедани и 40 цигани.
В градчето пуска корени сръбската пропаганда. В началото на XX век християнското население на Берово е смесено в конфесионално отношение. Според патриаршеския митрополит Фирмилиан в 1902 година в Берово има 127 сръбски патриаршистки къщи. По данни на секретаря на Българската екзархия Димитър Мишев („La Macédoine et sa Population Chrétienne“) през 1905 година в Берово има 1840 българи екзархисти и 1184 българи патриаршисти сърбомани, като там функционират едно българско и две сръбски училища. Сръбски учители от 1892 до 1912 година в Берово и Малешево са Йован Кастратович (Черна гора), Спира Радивоевич (Призрен), Радош Джокович (Черна гора), Младен Димитриевич (Призрен), Глигорие Дракалович и Василие Дракалович (Берово), Станко Костич (Галичник), Йосиф Брадич (Битоля), Василие Серафимович (Тетово), Глигорие Попович (Гниляне), Алекса и Йелена Йовичич (Нови пазар), Милован Кастратович (Беране), Милутин Дедович (Черна гора), Йелена Радивоевичка (Призрен), Драга Поповичка (Гниляне), Йефта и София Джукович (Плевле), Глигорие Шишевич (Берово), Василие Попович (Кратово), Любица Карчевич (Берово), Стоян Стеич (Куманово), Новак Векович (Беране), Новица и Живка Бабович (Черна гора) и Йордан и Зорка Бабамович (Щип). По данни на струмишкия митрополит Герасим към 1912 година сърбоманските къщи в Берово са 16. Сръбската пропаганда се поддържа от трикласно сръбско училище.
При избухването на Балканската война 52 души от Берово са доброволци в Македоно-одринското опълчение. През март 1914 година сръбските власти убиват в изоставена турска къща бившите български четници Иван Гъргуша и Павло Дудуков, а на следващия ден къщата е запалена с телата. На 28 юли 1914 година местният жител Никола е убит от сръбските окупатори, когато заедно със семейството си наближава българската граница, бягайки от сръбския терор. На 15 март 1915 година сръбските окупатори убиват 45-годишния Лесо Дечов, 70-годишния Нико Треновски и дъщеря му, заколват Ефрем Чипаков, жена му, двете им деца и майка му, Нико Тренов и сина му Ефтим и Аце и Мите Умленски са изкарани през нощта от затвора и изчезват безследно, обесват Андон Мушкарски от село Смоймирово.
Според Димитър Гаджанов в 1916 година в Берово живеят 253 помаци и 2195 българи.
Поне 20 души родом от Берово, в редиците на българската армия, загиват на фронта във войните за национално обединение на България.
По време на българското управление във Вардарска Македония в годините на Втората световна война кмет на Берово в периода от 1940 до 1941 година е Атанас Лазаров Шатев, след това, от 8 август 1941 до  22 юли 1943 година, е Димитър К. Голчев от Кюстендил, а после Ангел К. Димов от Лугунци (22 юли 1943 – 9 септември 1944).
През 1946 в града е проведен показен съдебен процес над 16 будни българи от околията сред които Методий Бакалов, братя Евтим и Георги Попови, сестра им Ордана, умряла в затвора в резултат на изтезанията и други.
Според преброяването от 2002 година Берово има 7002 жители.
| Националност     | Всичко |
| северномакедонци | 6404   |
| албанци          | 0      |
| турци            | 91     |
| цигани           | 459    |
| власи            | 6      |
| сърби            | 14     |
| бошняци          | 3      |
| други            | 25     |

В Берово има мъжки манастир – „Успение Богородично“ и женски – „Архангел Михаил“. Автор на иконите в беровските църкви „Рождество Богородично“, „Свети Архангел Михаил“ (1920 – 1922 година) е Гаврил Атанасов от Берово.

## Личности
В Берово са родени българските революционери Васе Скендерски, Иван Станков Пашалията, Никола Малешевски, Димитър Попгеоргиев и Христо Попвасилев. Други известни беровчани са българският хайдутин Ильо войвода, българската хайдутка Мария Попгеоргиева, българският духовник и просветен деец Стоян Гълъбов, българският свещеник и революционер Димитър Икономов, архитектът и политик от Социалистическа република Македония Андрей Токарев, сръбският учител и политик Глигорие Дракалович и българските политици Димитър Ацев и Димитър Ковачев, който е кмет на град Кюстендил в периода 1921 – 1922 година.
- Дядо Ильо войвода.
- Арсо Даскала, деец на ВМОРО или ВМОК, умрял след 1918 г.[22]
- В. Димитров от Берово, деец на ВМОРО или ВМОК.